# Casa a la plaça de la Vila, 5 (Maçanet de Cabrenys)
La Casa a la plaça de la Vila, 5 és una obra de Maçanet de Cabrenys (Alt Empordà) inclosa a l'Inventari del Patrimoni Arquitectònic de Catalunya.

## Descripció
Edifici situat a la Plaça de la Vila en cantonada amb el carrer Borriana. Aquest és un edifici de planta baixa, pis i golfes, amb coberta a una vessant. L'element més destacable el trobem amb la forma de la façana, ja que aquesta és trapezoidal, per poder seguir el relleu del carrer. Aquesta façana té paredat de pedra irregular i les obertures són carreuades amb carreus ben escairats, les llindes dels quals tenen decoracions florals, o creus. A la part superior de l'edifici, la llinda d'una de les finestres té la inscripció: Any 1816.